# Бродњице
Бродњице су били људи дивљег поља у 12-13 веку. Лутали су између Бугарске, Куманије и Русије.
Године 1227. долази до израза «Cumania et Brodnic terra…». Неки учењаци сматрају их претечама Козака. 